# Santa Helena
Santa Helena là một đô thị thuộc bang Maranhão, Brasil. Đô thị này có diện tích 2308,403 km², dân số năm 2007 là 30986 người, mật độ 13,42 người/km².